# Hakea macrocarpa
Hakea macrocarpa (лат.) — кустарник или дерево, вид рода Хакея (Hakea) семейства Протейные (Proteaceae) из Западной Австралии. Цветёт с мая по октябрь.

## Ботаническое описание

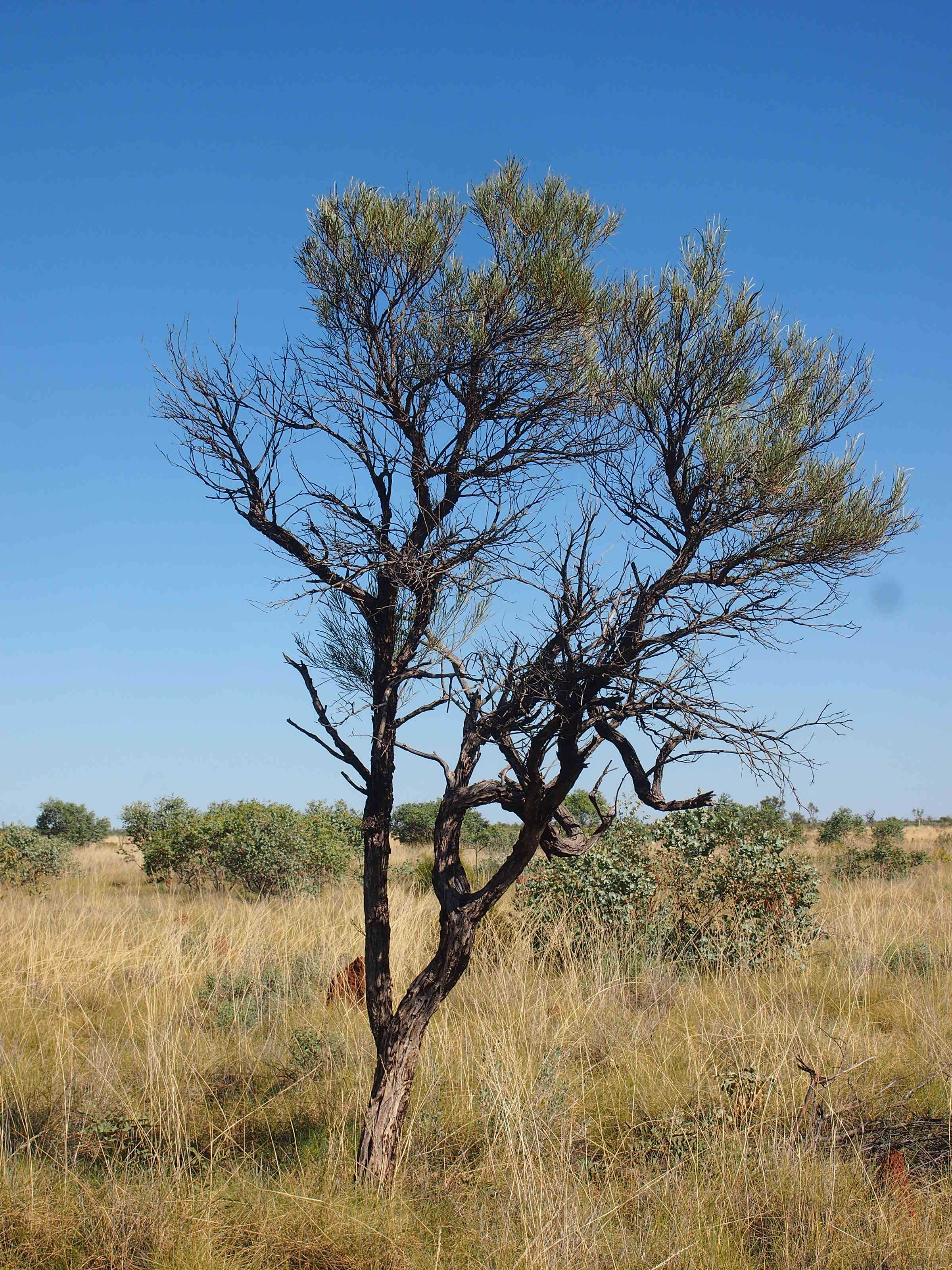
Общий вид H. macrocarpa.

Hakea macrocarpa — прямостоящий высокий кустарник или дерево с узкой кроной высотой 1—6 м. Ствол и ветви имеют чёрно-коричневую бороздчатую кору, которая способна отрастать от основания. Ветки покрыты тонкими спутанными волосами. Длина черешка листа составляет от 1 до 5 мм, а узкая линейная толстая пластинка имеет длину от 5 до 35 см и ширину от 3 до 15 мм. Цветёт с мая по октябрь и даёт кремово-зелено-жёлтые цветы. Соцветие состоит из 40-200 кремово-жёлтых цветков с околоцветником длиной от 7 до 15 мм. Пестик имеет длину от 18 до 30 мм с прямым или изогнутым стилем и косой пыльцой. Плоды с изогнутым клювом длиной от 22 до 40 мм, содержащие семена длиной от 18 до 37 мм и шириной от 9 до 14 мм с крылом опускающимся до середины одной стороны.

## Таксономия
Вид Hakea macrocarpa был официально описан шотландским ботаником Робертом Броуном в 1830 году в его книге Proteaceas Novas. Supplementum primum prodromi florae Novae Hollandiae. Признанными синонимами являются Grevillea alphonsiana, описанная Фердинандом Мюллером, и Hakea morrisoniana, описанная Уильямоом Винсентом Фицджеральдом в 1918 году и названная в честь австралийского ботаника Александра Моррисона. Видовой эпитет — от древнегреческих слов «макрос» (греч. μακρός), означающих «длинный», и «карпос» (греч. καρπός), означающих «фрукт».

## Распространение и местообитание
H. macrocarpa эндемичен для района в центральной части Северной территории и региона Кимберли, Пилбара и Голдфилдс-Эсперанс в Западной Австралии, где он имеет рассеянное распространение. Растёт среди прибрежных песчаных дюн, на песчаных равнинах и на скалистых хребтах и вокруг них, где встречается на красных песчаных почвах.